# Turismo salvaje

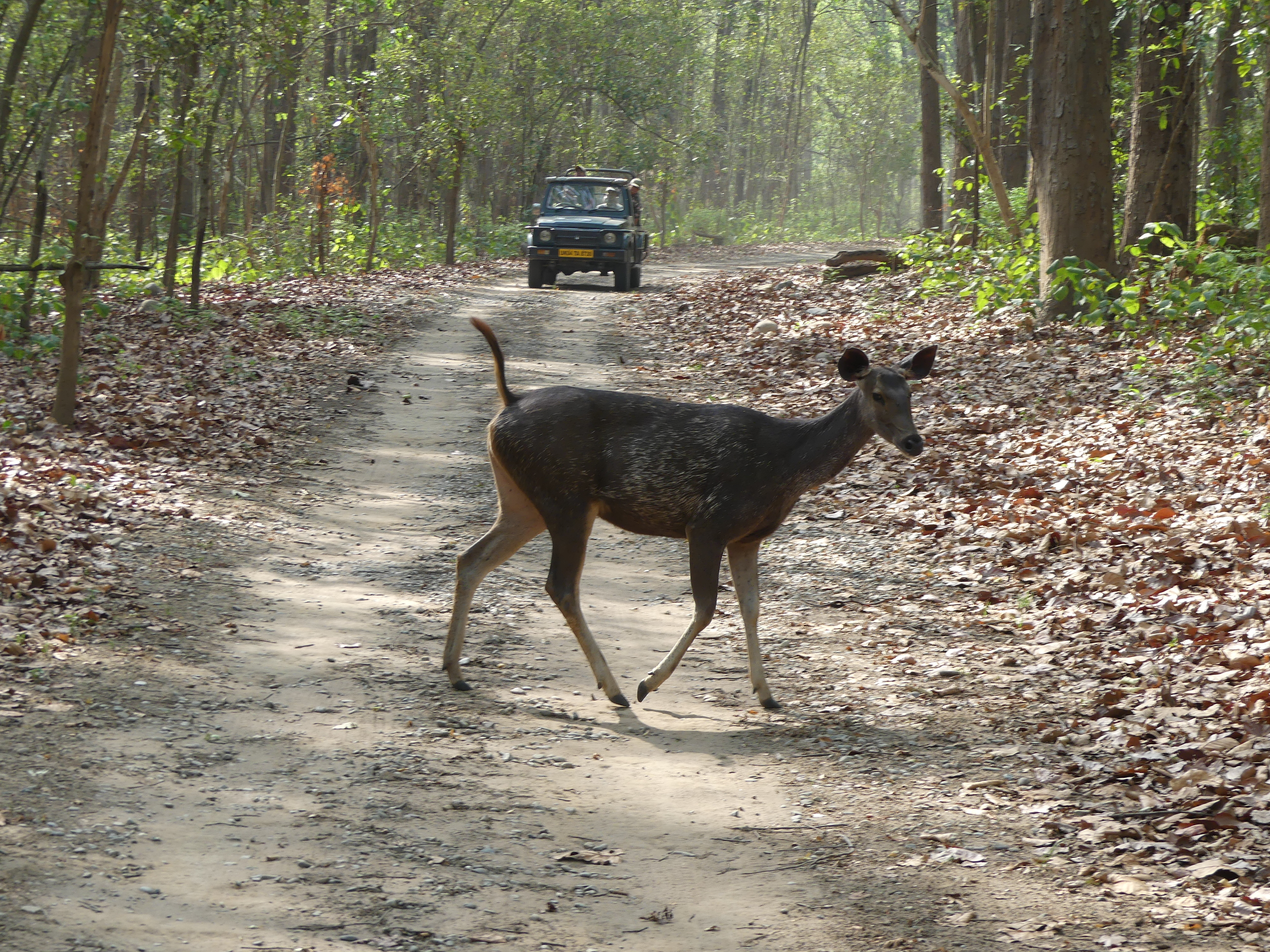
Un sambar cruzando el camino frente a turistas en el Parque nacional de Jim Corbett, India.

El turismo salvaje, en su sentido más simple, consiste en ver animales salvajes en su hábitat natural. Puede ser un turismo amigable con el ecosistema y la fauna, tanto en entornos de cautiverio o silvestres. Ha experimentado un crecimiento espectacular y rápido en los últimos años a lo ancho del mundo, convirtiéndose también en una industria de millones de dólares que ofrece paquetes turísticos a medida y safaris.